# Slovenska narodna podporna jednota
Slovenska narodna podporna jednota (ang. Slovene National Benefit Society), kratica SNPJ je največja zavarovalna družba ameriških Slovencev v ZDA.
Zavarovalnica je bila ustanovljena na pobudo društva Slavija na zborovanju predstavnikov 9-tih samostojnih podpornih društev 4.-9. aprila 1904 v Chicagu za nudenje socialne pomoči članom ob bolezni, poškodbah pri delu ali smrti. Ob ustanovitvi je SNPJ štela 276 članov, konec 1905 pa 34 društev z 1500 člani. Na 2. zborovanju (La Salle, Illinois, 1907) je bila sprejeta načelna izjava, da je SNPJ svobodomiselna podporna organizacija; leta 1915, ko je imela že 14.000 članov, se je včlanila v ameriško združenje zavarovalnih organizacij. Tega leta je bila v okviru SNPJ ustanovljen mladinski odsek, ki je že takoj po ustanovitvi štel okoli 3.000 članov. Leta 1921 se je SNPJ pridružila Slovenska delavska podporna zveza z 11.000 člani, 1941 pa Slovenska svobodomiselna podporna zveza, 1946 pa Alliance Lily Society. Po 2. svetovni vojni je SNPJ štela preko 70.000 članov, potem pa je člansto zaradi asimilacije in izboljšanega položaja delavstva pričelo manjšati na sedanje število okoli 40.000.
V posameznih društvih so gojili veliko kulturnih in izobraževalnih dejavnosti ter organizirali skupinska potovanja v domovino. Med 2. svetovno vojno je večina članstva in vodstva SNPJ podpirala NOB v Jugoslaviji, zato so tudi sodelovali pri ustanavljanju Slovensko-ameriškega narodnega sveta, Jugoslovanski pomožni akciji, Združenem odboru južnoslovanskih Američanov (ZOJSA) in drugih organizacijah. SNPJ je pomagala matični domovini z znatno denarno pomočjo, nazadnje tudi z akcijo za zbiranje pomoči za novo ljubljansko Pediatrično kliniko.
SNPJ je od ustanovitve do 1974 imela svoj glavni urad v Chicagu, nato se je preselila v Burr Ridge v čikaškem južnem predmestju, leta 1994 pa je svoj glavni urad preselila v Imperial blizu Pittsburgha (Pensilvanija). Leta 1966 je SNPJ v Enon Valleyu (Pensilvanija) odprla svoje rekreacijsko središče na 240 ha v okviru katerega je tudi večnamenska dvorana; 1978 pa so tu uredili muzejsko zbirko Slovene Herige Center.
SNPJ skrbi tudi za publicistično dejavnost ; 1908 je ustanovila list Glasilo Slovenske narodne podporne jednote, ki je sprva izhajal kot mesečnik, 1909 kot tednik, od 1916 pa kot dnevnik Prosveta, ki je bil, ko je občasno izhajal v 40.000 izvodih, največji časopis v slovenščini v ZDA. Od 1922 je izdajala tudi mesečno mladinsko revijo Mladinski list, pozneje preimenovano v The Voice of Youth.
SNPJ je poslovno uspešna zavarovalna družba, ki včlanuje tudi druge pripadnike ameriške družbe, njeno vodstvo pa skrbi za ohranitev slovenskega značaja organizacije. To dokazuje z informativno dejavnostjo, ki spremlja dogajanje v matični domovini, organizacijo raznih kulturnih dejavnost in ne nazadnje z organizaciji potovan v Slovenijo.

## Predsedniki
- Joseph Lewis Culkar
- Peter Elish